# Episodi di Patatine fritte (seconda stagione)
La seconda stagione della serie televisiva Patatine fritte è stata trasmessa in anteprima in Canada dalla YTV tra il 9 settembre 2004 e il 18 dicembre 2004.
| nº | Titolo originale                          | Titolo italiano | Prima TV Canada   | Prima TV Italia |
| -- | ----------------------------------------- | --------------- | ----------------- | --------------- |
| 1  | Ben Bites                                 |                 | 9 settembre 2004  |                 |
| 2  | Alex Takes Over                           |                 | 14 settembre 2004 |                 |
| 3  | For a Limited Time Only                   |                 | 16 settembre 2004 |                 |
| 4  | Burgatron 9000                            |                 | 21 settembre 2004 |                 |
| 5  | Dearly Departed                           |                 | 23 settembre 2004 |                 |
| 6  | The Prankster                             |                 | 28 settembre 2004 |                 |
| 7  | Peace, Love and Misunderstanding          |                 | 30 settembre 2004 |                 |
| 8  | Pass/Fail                                 |                 | 5 ottobre 2004    |                 |
| 9  | The Soup Kitchen                          |                 | 7 ottobre 2004    |                 |
| 10 | The Food Critic                           |                 | 12 ottobre 2004   |                 |
| 11 | Heart of the Matter                       |                 | 14 ottobre 2004   |                 |
| 12 | One Alex to Go                            |                 | 19 ottobre 2004   |                 |
| 13 | The Return of a Man Called Smith          |                 | 4 novembre 2004   |                 |
| 14 | Drive-thru Speaker Bandit                 |                 | 9 novembre 2004   |                 |
| 15 | The Hottie                                |                 | 7 settembre 2004  |                 |
| 16 | Flipping Over You                         |                 | 21 ottobre 2004   |                 |
| 17 | The Haunted                               |                 | 28 ottobre 2004   |                 |
| 18 | Mortimer's Makeover                       |                 | 23 novembre 2004  |                 |
| 19 | Love and War                              |                 | 2 novembre 2004   |                 |
| 20 | Catering on the Side                      |                 | 25 novembre 2004  |                 |
| 21 | Shake, Cattle and Roll                    |                 | 30 novembre 2004  |                 |
| 22 | Love, Robyn Style                         |                 | 2 dicembre 2004   |                 |
| 23 | Sleeping with the Fish Sticks             |                 | 11 novembre 2004  |                 |
| 24 | Dirty Burger                              |                 | 18 novembre 2004  |                 |
| 25 | Robyn... and Eddy                         |                 | 16 novembre 2004  |                 |
| 26 | It's a Wonderful Christmas Time, Ben Shaw |                 | 18 dicembre 2004  |                 |